# Cassiopeia-Zwerggalaxie
Die Cassiopeia-Zwerggalaxie oder auch Andromeda VII ist eine spheroidale Zwerggalaxie im Sternbild der Kassiopeia und wurde im Jahr 1998 zusammen mit Pegasus II durch ein russisch-ukrainisches Astronomenteam (Karachentsev und Karachentseva) entdeckt.
Die Zwerggalaxie ist Teil der Lokalen Gruppe und Satellitengalaxie der Andromedagalaxie (M31). Die Galaxie befindet sich in einer Entfernung von etwa 790 kpc von unserem Sonnensystem und nähert sich diesem mit einer Geschwindigkeit von näherungsweise 307 km/s.
Die Cassiopeia-Zwerggalaxie (ebenso wie Pegasus II) ist weiter von M31 entfernt als ihre bisher bekannten Trabanten, beide scheinen jedoch gravitativ an sie gebunden zu sein. Die Galaxie zeigt ebenso wenig Anzeichen junger, massereicher Sterne wie Spuren kürzlicher Sternentstehung. Die Sternpopulation wird durch eine sehr alte Sternpopulation mit einem Alter von bis zu 10 Milliarden Jahren dominiert.

## Weiteres
- Liste der Satellitengalaxien von Andromeda
- Lokale Gruppe